# José Ontañón Arias
José Ontañón Arias (Burgos, 1846-Pozuelo de Alarcón, 5 de septiembre de 1930) fue un profesor español. Compañero en la segunda promoción de generadores de la Institución Libre de Enseñanza (ILE) junto a Manuel Bartolomé Cossío, que sucedió a Giner al frente de la Institución, Ricardo Rubio, Pedro Blanco Suárez, Ángel do Rego, o Pedro Jiménez-Landi, entre otros muchos que consolidaron el proyecto, interrumpido por el golpe de Estado en España de julio de 1936 y desbaratado por el franquismo a partir de 1939.

## Biografía
Nacido en 1846, el mismo año que otros institucionistas ilustres (Joaquín Costa y Bernardo Giner de los Ríos). Ingresó en el seminario, donde entre otras materias aprendió música y desarrolló un amplio conocimiento de latín; hasta que hacia 1864 dejó la institución por falta de vocación. Estudió Filosofía y Letras en la Universidad Central de Madrid, donde tomó contacto con el círculo krausista de Giner. Fue profesor en el instituto de Jerez de los Caballeros y, a partir de 1893, catedrático de Latín en la Escuela de Estudios Superiores de Magisterio, centro innovador en el que Ontañón figuró como miembro del primer claustro y luego como profesor alemán. Viajó por Europa (especialmente por Alemania), reuniendo conocimientos que luego desarrollaba en su aula de Magisterio y como traductor de diversas obras originalmente escritas en esa lengua. Durante años fue bibliotecario del Senado, donde colaboró de forma activa con José Lledó. En 1902 se le concedió el título de profesor honoris causa por la Universidad de Coímbra.

### Los Ontañón
Casado en 1876 con una prima segunda también burgalesa y con solo 17 años de edad, Teófila Valiente, en la genealogía de los Ontañón habría que anotar a sus hijos, los también institucionistas Juana, Esteban y Manuel, casado este último con María Sánchez Arbós, maestra y cronista de la educación en la Segunda República, y padres a su vez de los profesores Elvira y José Manuel Ontañón.

## Trabajo en la ILE
José Ontañón comenzó su tarea en la ILE desde el año de su fundación, ya como profesor en el curso 1876-77. En 1882-83 fue elegido director de la caja escolar, y encargado de la misma desde 1885 a 1892, y en 1897 y 1906 supervisor de la comisión de cuentas junto a Manuel Fernández Giner y a Enrique García Herreros, respectivamente. En 1907 fue tesorero de la Junta facultativa del boletín de la Institución (BILE), y a partir de 1913 de nuevo en la comisión de cuentas con Antonio Fernández. Fue uno de los creadores de la Fundación Francisco Giner el 14 de junio de 1916. Continuó con sus tareas habituales como profesor de latín y de canto, y en la comisión de cuentas hasta 1924. También formó parte, como profesor invitado en las colonias de verano. Entre sus alumnos, a lo largo de su vida docente, pueden citarse a Antonio Machado o a Alejandro Casona.

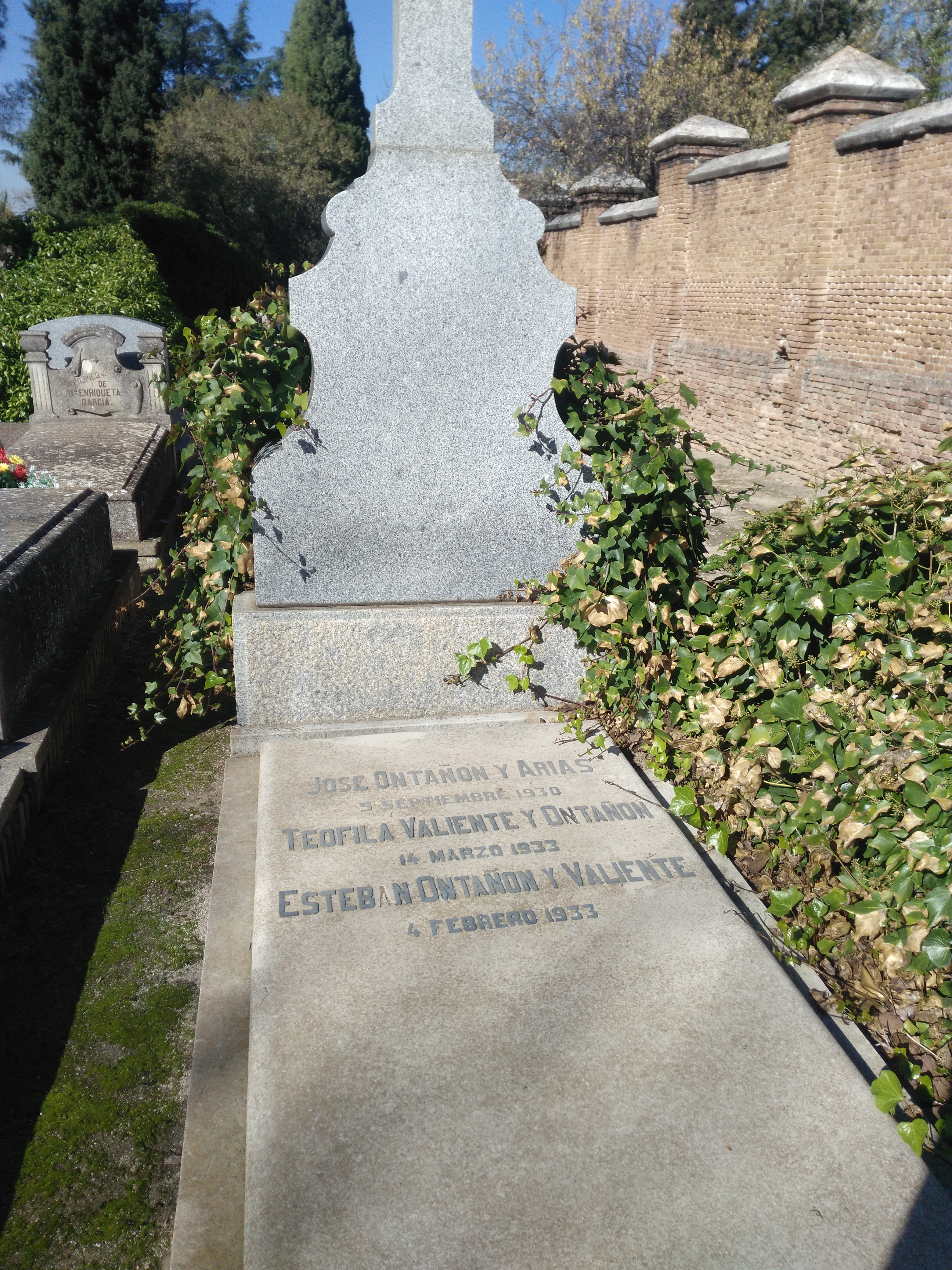
Tumba de José Ontañón Arias y familia, en el cementerio civil de Madrid.

Está enterrado en el Cementerio Civil de Madrid, junto a su esposa y su hijo Esteban.